# 1670 en philosophie
Chronologie de la philosophie
- 1666
- 1667
- 1668
- 1669
- 1670
- 1671
- 1672
- 1673
- 1674

L’année 1670 a été marquée, en philosophie, par les événements suivants :

## Publications
- François Bernier :  Mémoires du sieur Bernier sur l’empire du grand Mogol, Paris, Claude Barbin, 1670-1671, 4 vol. in-12 édités séparément ;

- Henry More : Philosophia Teutonicas censura .

- Gottfried Wilhelm Leibniz : Théorie du mouvement concret et du mouvement abstrait.

## Naissances
- 30 novembre à Ardagh, Irlande : John Toland (mort le 11 mars 1722 à Londres, Grande-Bretagne) est un philosophe irlandais.

## Décès
- 9 avril à Paris : Samuel Joseph Sorbière, né en 1610 ou 1615 à Saint-Ambroix, est un médecin, traducteur, philosophe et vulgarisateur scientifique, proche des libertins érudits du milieu du XVIIe siècle, et surtout connu pour sa promotion des œuvres de Hobbes et Gassendi.

- 15 novembre à Amsterdam (Pays-Bas) : Comenius, né Jan Amos Komenský le 28 mars 1592 à Uherský Brod en Moravie (Royaume de Bohême, actuelle République tchèque), est un philosophe, grammairien et pédagogue tchèque.